# Pierre-Élie de Pibrac
Pierre-Elie du Faur de Pibrac, dit Pierre-Elie de Pibrac, est un photographe plasticien français, né à Paris le 20 juin 1983. Il est le descendant de Guy du Faur de Pibrac , poète, magistrat et diplomate français et le petit fils du photographe Paul de Cordon. 

## Biographie
Pierre-Elie de Pibrac s’est passionné très tôt pour la photographie, à travers, notamment, le travail de son grand-père Paul de Cordon. C’est en 2005, lors d’un voyage à New York, que Pierre-Elie de Pibrac décide d’en faire son métier. Autodidacte, après avoir été diplômé de l'EDHEC, il apprend la photographie dans les livres, sur le terrain ou encore en assistant de grands photographes tels que Denis Darzacq, Claudine Doury et Rip Hopkins. Il remporte le Prix Levallois 2018 sous le parrainage de la photographe française Valérie Jouve avec sa série Desmemoria et le Prix HIP 2020 pour son livre Desmemoria édité aux éditions Xavier Barral. En 2021, il est lauréat du prestigieux Taylor Wessing Photographic Portrait Prize de la National Portrait Gallery avec son projet sur le Japon intitulé Hakanai Sonzai. Il a également été nommé à de prestigieux prix tel que le Prix Pictet, le Prix HCB de la Fondation Cartier-Bresson, le Prix Leica Oskar Barnack, le Prix Marc Ladreit de Lacharrière de l'Académie des Beaux Arts et le Prix Niépce Gens d'Images. 

## Séries et expositions
- 2021: Hakanai Sonzai. Cette série a été exposée au Musée National des Arts Asiatiques - Guimet sous le titre Portrait éphémère du Japon de septembre 2023 à janvier 2024[6]. Avec ce projet, Pierre-Elie de Pibrac a été lauréat du prestigieux prix de la National Portrait Gallery, le Taylor Wessing  Photographic Portrait Prize 2021[7]et a été exposé au Cromwell Place[8] à Londres en 2021. Ce projet a également été nommée au Prix Leica Oskar Barnack 2022. La Galerie Anne-Laure Buffard a exposé Hakanai Sonzai lors d'un Duo-Show intitulé Rebirth avec l'artiste japonaise Yoshimi Futamura de décembre 2023 à janvier 2024[9].
- 2021: Silenciar, RLSH et NYC Subway Stories qui furent ses premiers NFT, des crypto-œuvres sur la blockchain, réalisés avec la galerie Achetez de l'Art[10].
- 2021: In Lumine, réalisé pour le festival Planche(s) Contact [11]de Deauville et la fondation Photo4Food. Ce projet a été exposé sur la plage de Deauville en très grands formats et aux Franciscaines[12].
- 2018: Desmemoria, qui remporta le Prix Levallois 2018 de la Jeune Création Contemporaine[13]. Ce projet a été exposé entre autres à la Galerie de l'Escale à Levallois[14], à la Nuit de la Photo de la Chaux-de-Fonds aux côtés des photographies de Agnès Varda[15], à la Galerie Le Réverbère à Lyon[16], aux Rencontres de la photographie d'Arles[17], au Festival l'Image Satellite de Nice[18], à l'Espace Dupon Phidap à Paris[19] , au Musée du Nouveau Monde de La Rochelle[20] et à la galerie Anne-Laure Buffard[21]. Cette série a été nommée au Prix Pictet 2021.
- 2014: In Situ – Dans les coulisses de l’Opéra de Paris, qui fut exposée, entre autres, à Paris (Galerie Clémentine de la Féronnière et H Gallery)[22] à Paris Photo Paris et Paris Photo Los Angeles, à Zona Maco Mexico mais aussi à la galerie Art Lexing à Miami[23], à la Casa Victor Hugo de La Havane à Cuba[24], au prestigieux Chanel NeXus Hall de Tokyo[25] et au Festival Kyotographie[26].
- 2012: Real Life Super Heroes qui fut exposée à Paris, Lille, Rouen, dans divers festivals, et sous la Nef du Grand Palais lors de l’exposition l’Echappée Belle en 2013. Ces nombreuses expositions et la forte médiatisation de son projet ont contribué à faire connaître le mouvement des «RLSH» en France.
- 2010: American Showcase, qui fut exposée à Paris à La Galerie d'En Face[27], Paris Show Off et Cutlog, à Metz (Art Metz), à Lille  (Lille Art Fair), à Toulouse (le Festival MAP) et à Genève. Cette série fut également exposée à l'Affordable Art Fair de Bruxelles en 2012.
- 2007: Les Enfants oubliés de Birmanie, qui lui vaut d’être lauréat du Grand Prix Paris Match du Photoreportage Étudiant et vainqueur du prix Orange de la photographie.[réf. nécessaire][28]

## Beaux Livres
- 2023: Hakanai Sonzai, publié aux éditions Atelier EXB. Un texte de l'historien de la photographie, Michel Poivert accompagne les photographies ainisi que des poèmes de la poétesse japonaise Kujira Sakisaka.
- 2019: Desmemoria, publié aux éditions Xavier Barral. Un texte de l'écrivaine cubaine Zoé Valdés et un dessin de l'artiste cubain Alejandro Campins accompagnent les photographies. Ce livre remporta le Prix HIP 2020[29].
- 2014: In Situ - dans les coulisses de l’Opéra de Paris, publié en octobre 2014 par les éditions Clémentine de la Féronnière. Ce livre de 250 photographies est enrichi de nombreux témoignages dont ceux de grandes personnalités de la danse telles que Nicolas Le Riche, Aurélie Dupont, Eleonora Abbagnato, Isabelle Ciaravola, Amandine Albisson, Brigitte Lefèvre et Benjamin Millepied mais aussi de l’intendant du Palais Garnier, Gilles Djéraouane.
- 2012: Real Life Super Heroes, publié par les éditions PapelArt - Serious Publishing. Des textes de Xavier Fournier, Éric Maigret et Stephan Levy-Kuentz accompagnent les photographies[30].
- 2010: American Showcase, édité par Archibooks. Des textes de Floriane de Lassée et Carmen Chaplin accompagnent les photographies[31].

## Catalogues
- 2020: In Situ - Pierre-Elie de Pibrac - Exhibition, catalogue en anglais et en japonais de l'exposition In Situ au Chanel NeXus Hall de Tokyo et à Kyotographie.

## Ouvrages et catalogues collectifs
- 2024: Danse! - Aurélie Dupont, publié par les éditions Opéra Albin Michel
- 2024: RSF - 100 photos pour la liberté de la presse, publié par les éditions Reporters sans frontières[32]
- 2023: Portraits - Collection Bachelot, publié par les éditions Clémentine de la Férronnnière
- 2021: Taylor Wessing Photographic Portrait Prize 21, publié par la National Portrait Gallery
- 2021: Planche(s) Contact: Festival de photographie de Deauville, publié par Filigranes
- 2020: À cœurs ouverts, publié par la Fondation Photo4Food
- 2014: 1992 - 2014: Le Ballet de l'Opéra National de Paris, publié aux éditions Opéra National de Paris